# PUD-J5A
Das PUD-J5A ist ein Virtual-Reality-Headset für die Spielkonsole PlayStation 2 von Sony aus dem Jahr 2002.
Bereits kurz nach Erscheinen der PlayStation 2 erschien das Head-Mounted Display. Es war nur über den Online-Shop Sonys in Japan erhältlich und vermutlich nie für den regulären Handel gedacht. 2002 wurden einige Geräte für umgerechnet ungefähr 500 Euro verkauft. Über den Entwicklungsprozess ist wenig bekannt.
Das Gerät wiegt 340 Gramm und hat zwei 0,44 Zoll LCD-Bildschirme, die dem Betrachter ein Bild von 41 Zoll vermitteln. Die Displays hat eine Auflösung von 300 × 200 × 3 RGB-Pixeln (180 000 Pixel) über ein Sichtfeld von 30 Grad. Das entspricht ungefähr einem Viertel des Sichtfeldes der PlayStation VR. Zur Ausstattung gehörten auch ein Gamecontroller, über den Spiele und Anwendungen gesteuert werden konnten, und Stereo-Kopfhörer.
Über eine kleine Kontroll-Box wird das PUD-J5A an die PlayStation 2 angeschlossen über USB und Video-In (S-Video oder Cinch). Die Box wird auch zur Steuerung des Menüs benutzt. An die Box wird ein 6-Volt-Netzteil zur Stromversorgung angeschlossen.
Die Abtastung der Kopfbewegungen findet über das Head-Mounted Display statt. Das Gerät kann noch keine stereoskopischen 3D-Bilder darstellen, sondern liefert nur 2D-Bilder. Die Fehleranfälligkeit in der korrekten Darstellung kann auch zur VR-Krankheit führen.
Das PUD-J5A war am Markt kein Erfolg und gilt aufgrund des geringen Bekanntheitsgrades als äußerst seltene Skurrilität.

## Spiele und Anwendungen
Nur sehr wenige Spiele mit offizieller PUD-J5A-Unterstützung wurden veröffentlicht. Vier Flugspiele waren erhältlich: Zwei Spiele der Reihe Energy Airforce von Taito und Air Force Delta: Blue Wing Knights sowie Asmik Ace’s Sidewinder V von Konami. Simple 2000 Version Vol. 33: The Jet Coaster – Yuuenchi Otsukurou! von 3D Publisher war ein Achterbahn-Spiel in einem Vergnügungspark. Ein weiteres Spiel war Virtual View: R.C.T. Eyes Play von Pony Canyon.
Das PUD-J5A kann auch für eine Technologie zur Darstellung von 360-Grad-Videos benutzt werden, die Sony damals unter dem Namen FourthVIEW entwickelt hatte. Einige Anwendungen der Technologie, die einen 220-Grad-Darstellungsradius besitzen und auf drei PlayStation 2 mit jeweils einem angeschlossenen Monitor abgespielt werden können, sind mit dem PUD-J5A kompatibel. Dazu gehören: The Keihin Kyuukou: Train Simulator Real, Over the Monochrome Rainbow featuring Shogo Hamada und A Visual Mix: Ayumi Hamasaki Dome Tour 2001 sowie Anime Space Venus starring Morning Musume.